# Noktara
Noktara war eine deutschsprachige Website, die von Soufian El Khayari und Derya Sami Saydjari gemeinsam betrieben wurde und täglich satirische Beiträge im Stil von Zeitungsartikeln und Agenturmeldungen veröffentlichte. Dabei widmete sich Noktara mit „hintergründig zynischem Humor“ religiösen Inhalten, dem politischen Tagesgeschehen und Lifestyle-Themen. Durch die Themenwahl und den muslimischen Blickwinkel lässt sich Noktara als „Ethno-Satire“ einordnen.

## Geschichte und Namensbedeutung
Inspiriert vom Postillon und der brisanten Nachrichtenlage rund um Terrorismus, Rassismus, Rechtspopulismus, die Flüchtlingskrise, der LGBT-Community, Erdogan, Donald Trump, den IS, den Syrienkrieg, den Nahostkonflikt, die Integrationsdebatte, den Kopftuchstreit, das Burkaverbot und den Islam entstand 2016 während einer gemeinsamen Autofahrt die Idee für Noktara als eine satirische Antwort. Der Name Noktara leitet sich dabei aus dem arabischen Wort nokta für „Witz“ ab. Für den besseren Klang hängten die Macher noch die Silbe „ra“ an. Der Slogan „Nachrichten aus dem Morgenland, schon heute!“ spielt auf die angebliche „Islamisierung des Abendlandes“ an, wie sie von Pegida propagiert wird. So beschreibt sich Noktara auch auf Facebook mit einem Augenzwinkern als „orientalische Lügenpresse und Propagandablatt der heimlichen Islamisierung des Abendlandes“ und droht auf Twitter allen, die nicht folgen, mit einer Steinigung.

## Inhalte

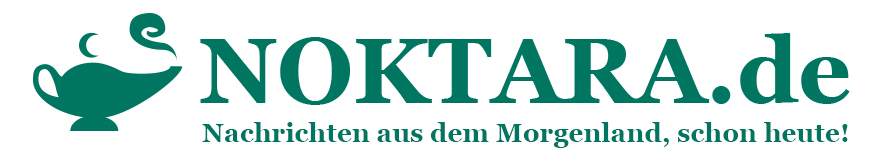
Slogan: „Gemeinsam lachen für eine bessere Welt“

Neben klassischen Satire-Nachrichten veröffentlicht Noktara in Anlehnung an Seiten wie Buzzfeed Listenbeiträge, mit dem Faktillon vergleichbare „Fakten aus dem Morgenland“, verschiedenste Videos, Umfragen, Psychotests, Veranstaltungen, scherzhafte Aktienkurse und einen News-Ticker.

## Öffentliche Wahrnehmung
Innerhalb weniger Monate sorgte Noktara über soziale Netzwerke wie Facebook und Twitter mehrfach für Aufsehen und wurde von Journalisten als „muslimischer Postillon“ bezeichnet. Als Hommage an diesen Titel veröffentlichte Noktara eine Auflistung von Postillon-Beiträgen, die sie gerne selbst veröffentlicht hätten.

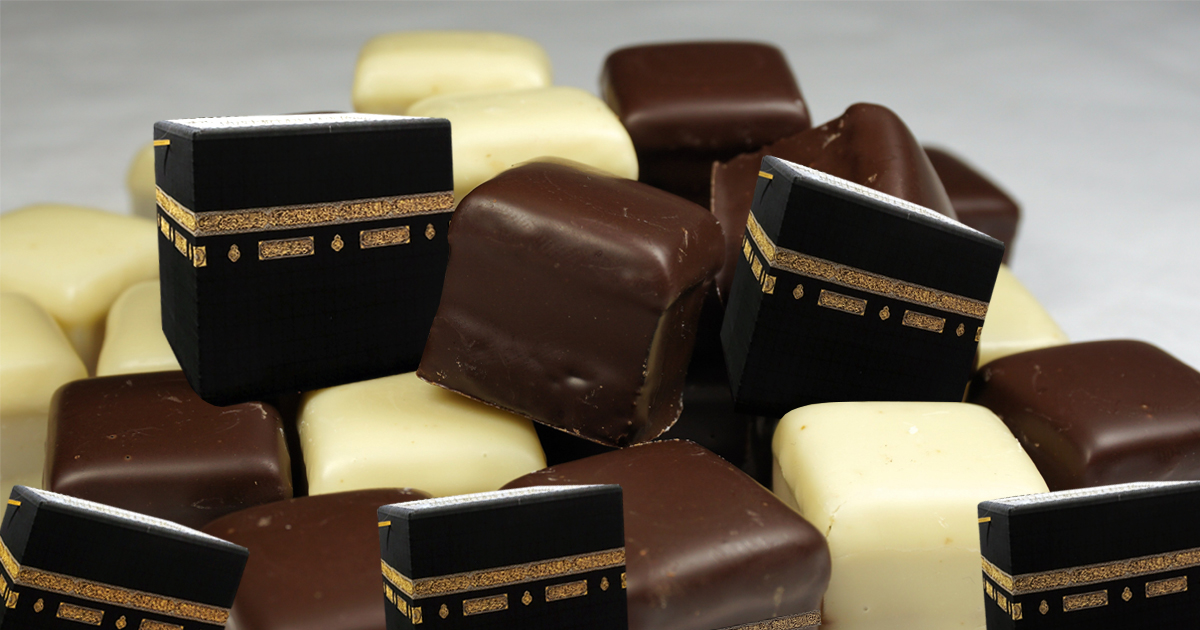
Dominosteine im Kaaba-Look.

In der Vorweihnachtszeit 2016 verwirrte Noktara Teile der muslimischen Community mit dem vermeintlich ersten islamischen Adventskalender und forderte seine Leser dazu auf, täglich per Mausklick ein Türchen zu öffnen, um sie dann mit der inflationären Verwendung des Wortes „haram“ zu überraschen. Dieses Element entwickelte sich bei Noktara an weiteren Feiertagen wie Ostern, Halloween und zum Valentinstag zu einem Running Gag und gipfelte darin, „haram“ zum Wort des Jahres zu küren.
Ebenfalls zu Weihnachten 2016 brachte Noktara einen Beitrag in Umlauf, laut dem der Schweizer Schokoladenhersteller Lindt eine neue Sorte Dominosteine für Muslime in den Handel bringen wolle, die optisch an die Kaaba erinnert und erhielt dazu Anfragen, wo man diese kaufen könne.
Internationale Aufmerksamkeit erlangte Noktara nach einer Reportage des deutsch-französischen Fernsehsenders Arte, in dem Noktara als „Pioniere der deutsch-muslimischen Satire“ bezeichnet wurde.
Anlässlich des internationalen Weltwassertags produzierte Noktara 2016 ein satirisches Werbevideo für den angeblichen Verkauf von Zamzam-Wasser durch den Großkonzern Nestlé und wurde damit zu einem Gesprächsthema für Mimikama.
Im österreichischen Kulturmagazin Biber wurde Noktara neben den, mit dem Grimme-Online-Award ausgezeichneten, Datteltätern zum „Satire-Kalifat“ gezählt.
Im Ramadan 2017 parodierte Noktara ein reales AfD-Plakat über Muslime mit einem Satire-Plakat, das von vielen Lesern für glaubwürdig gehalten wurde. Im Ramadan 2018 veröffentlichte Noktara einen Satire-Artikel, in dem zu lesen war, dass die Stadt Essen aus Rücksicht auf die fastenden Muslime und als Zeichen des guten Miteinanders für die Zeit des Fastenmonats in „Fasten“ umbenannt werde. Die ungarische Nachrichtensendung Híradó des staatlichen Fernsehsenders MTVA sendete daraufhin die Meldung in den abendlichen Hauptnachrichten.
Im April 2017 präsentierte das Noktara-Team seine Nachrichtensatire erstmals in einer Live-Bühnen-Show.
Auch in der muslimischen Gemeinschaft hat sich Noktara insbesondere durch kontroverse Beiträge, den Umgang mit heiklen Tabuthemen und die Aufarbeitung innermuslimischer Probleme einen Namen gemacht.
2023 wurde Noktara vom Magistrat der Stadt Rüsselsheim am Main, welche die Heimatstadt des Chefredakteurs ist, der Integrationspreis der Stadt Rüsselsheim für 2022 verliehen.

## Einstellung
Ende 2024 wurde die Veröffentlichung von Noktara aus Zeitgründen eingestellt und die Webseite samt dem ganzen Archiv offline genommen.